# Collado Mediano
Collado Mediano er en by og kommune i det centrale Spanien i Madrid-regionen. Den har et indbyggertal på 7.547 (2024) indbyggere.